# Cerklje ob Krki
Cerklje ob Krki este o localitate din comuna Brežice, Slovenia, cu o populație de 211 locuitori.